# Schlemiel
Schlemiel (Jiddisch: שלומיאל; soms gespeld shlemiel of shlumiel) is een Jiddische term die "onbekwaam/incompetent persoon" of "dwaas" betekent. Het is een veel voorkomend archetype in Joodse humor, en zogenaamde "schlemiel-grappen" verbeelden de schlemiel die in ongelukkige situaties terechtkomt.

## Betekenis
De onbekwame schlemiel wordt vaak gepresenteerd naast de ongelukkige schlimazel. Een Jiddisch gezegde legt uit dat "een schlemiel iemand is die vaak zijn soep morst en een schlimazel de persoon is waarop hij morst". De schlemiel is vergelijkbaar met de schmuck, maar, zoals vermeld in een essay uit 2010 in The Forward, kan een schmuck zichzelf verbeteren terwijl een schlemiel "onveranderlijk is".
Hoewel de etymologie van de term onbekend is, is een populaire theorie dat het afkomstig is van de Hebreeuwse term shelo mo'il, wat "nutteloos" betekent. Een andere theorie is dat het woord is afgeleid van de naam Shelumiel, een Israëlisch stamhoofd. Anderen beweren dat de term afkomstig is van het personage Peter Schlemihl, het hoofdpersonage van een novelle van Adelbert von Chamisso.
Volgens Ruth Wisse, hoogleraar literatuur aan de Harvard University, komt de schlemiel als type naar voren in de Jiddische literatuur van de periode van Joodse emancipatie.

## In film en televisie
- Het themalied "Making Our Dreams Come True" in de openingsmontage in de sitcom Laverne &amp; Shirley (1976-1983) werd voorafgegaan door de titelpersonages die scandeerden: "1-2-3-4-5-6-7-8. Schlemiel! Schlimazel! Hasenpfeffer Incorporated!"[7]
- In een essay uit 1944 stelt Hannah Arendt dat Charlie Chaplins Tramp-personage een schlemiel is wiens enige troost "de vriendelijkheid en menselijkheid van toevallige kennissen" is.[8]
- In veel van Woody Allens films speelt Allen een schlemiel-type, vooral in zijn relaties met vrouwen.[9]
- Het personage van Larry David in de HBO-serie Curb Your Enthusiasm dient als een moderne schlemiel, die "problemen tegenkomt die de hedendaagse midden- tot hogere klasse Amerikaanse joden treffen".[10]
- In de sitcom Seinfeld volgt George Costanza "het patroon van de klassieke schlemiel", waarbij het personage van Jerry Seinfeld als zijn schlimazel dient.[11]
- De Israëlisch-Europese animatiefilm uit 1995 The Real Shlemiel baseert zich op een dorp van schlemielen, waarvan de rabbijn het zelfs als een voornaam aanneemt.
- Het titulaire karakter van de komische film Napoleon Dynamite uit 2004 belichaamt volgens onderzoeker David Buchbinder de eigenschappen van de schlemiel.[12]
- In de dramaserie The OC (2003-2007) is de persoonlijkheid van Seth Cohen "zelfverloochenend en in lijn met die van vroegere schlemiels".[13]
- In de film A Serious Man uit 2009, geregisseerd door de gebroeders Coen wordt het personage van Larry Gopnik afgebeeld als een schlemiel.[14][15]
- In "Park Safety", een aflevering uit 2010 van de NBC-sitcom Parks and Recreation, stelt Ron Swanson dat zijn onhandige collega Jerry "zowel de schlemiel als de schlimazel is".[16]